# Noces de sang (film, 1977)
Pour les articles homonymes, voir Noces de sang.
Pour plus de détails, voir Fiche technique et Distribution.
Noces de sang est un film dramatique marocain de Souheil Ben Barka sorti en 1977.
C'est une adaptation de la pièce de théâtre homonyme de Federico García Lorca.

## Synopsis
Une mère perd son premier fils à cause de disputes avec la famille Ambruch. Elle craint maintenant de perdre un autre fils, mais par hasard, celui-ci tombe amoureux d'une fille de la famille rivale.

## Fiche technique
- Titre original français : Noces de sang[1],[2]
- Titre arabe : عرس الدم, Urs al dam[1]
- Réalisateur : Souheil Ben Barka
- Scénario : Souheil Ben Barka, Tayeb Saddiki
- Photographie : Girolamo La Rosa
- Montage : Souheil Ben Barka
- Musique : Le Groupe Babel, Gheorghe Zamfir
- Décors : Allal Sahbi
- Production : Mohamed Fchouch
- Sociétés de production : Euro Maghreb Films, Centre cinématographique marocain
- Pays de production :  Maroc
- Langue originale : français
- Format : Couleur - Son mono - 35 mm
- Durée : 80 minutes
- Genre : Drame social
- Dates de sortie :
  - Maroc : 1977
  - France : 26 mars 1980[1]

## Distribution
- Irène Papas : La mère
- Laurent Terzieff : Amrouch
- Djamila (sous le nom de « Djohra Bachene ») : La fiancée
- Mohamed El Habachi : Le fiancé
- Larbi Doghmi : La père
- Muni : La servante
- Souad Jalil : La femme d'Amrouch
- Naima Lamcharki : La folle
- Mohamed El Baz : Le berger
- Izza Génini : La voisine